# Claude Wickard

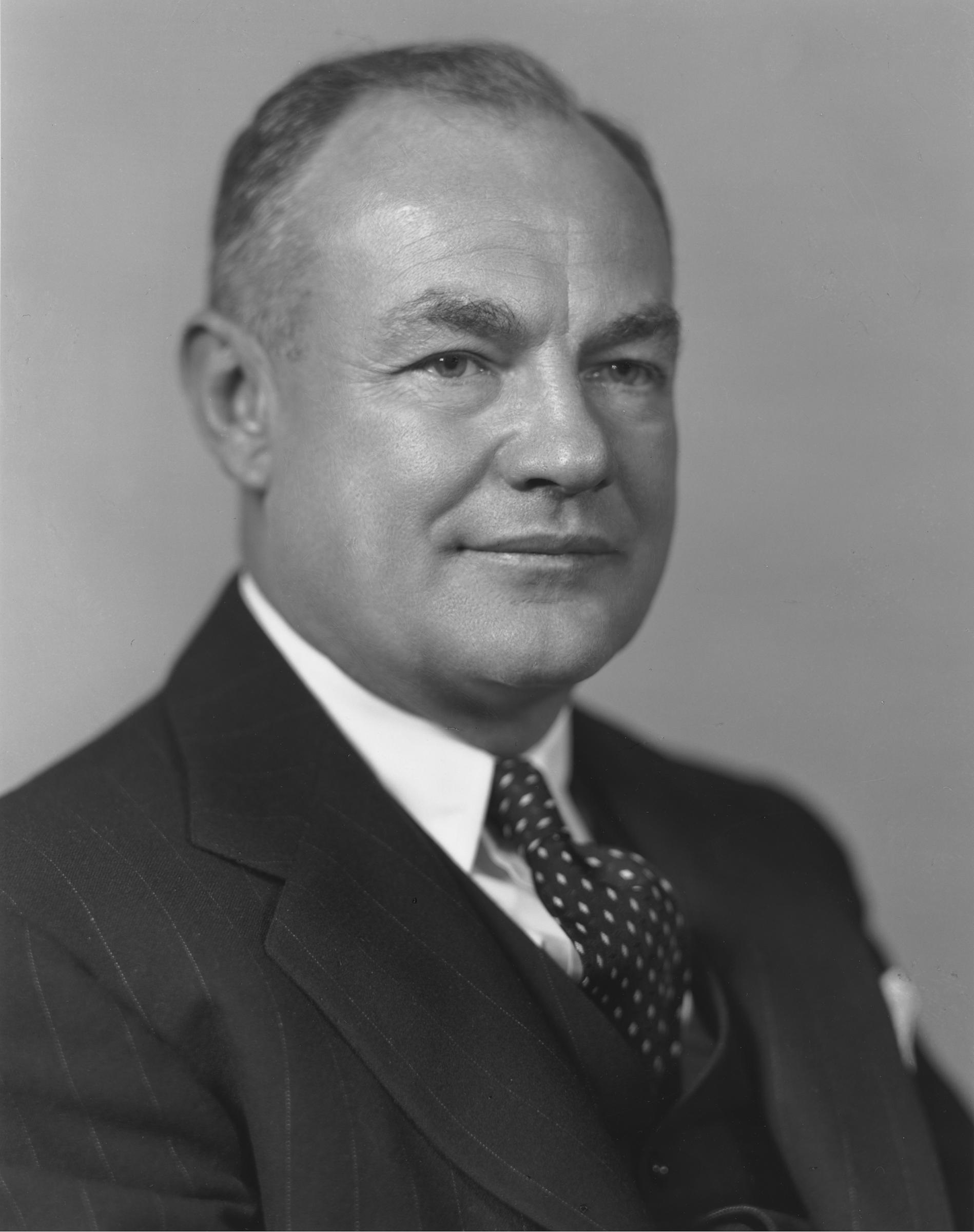
Claude R. Wickard

Claude Raymond Wickard, född 28 februari 1893 i Carroll County, Indiana, USA, död 29 april 1967 i Delphi, Indiana, var en amerikansk demokratisk politiker.
Han utexaminerades 1915 från Purdue University. Han var ledamot av delstatens senat i Indiana 1932-1933. Han tjänstgjorde som USA:s jordbruksminister under president Franklin D. Roosevelt 1940-1945. Han var delegat från Indiana till demokraternas partimöte 1956.
Wickard avled i en bilolycka. Hans grav finns på Maple Lawn Cemetery i Flora i Indiana.